# Boľkovce
Boľkovce és un poble i municipi d'Eslovàquia. Es troba a la regió de Banská Bystrica.

## Història
La primera menció escrita de la vila es remunta al 1255. A mitjans del segle XVI va ser ocupada i destruïda pels otomans. La localitat va ser annexionada a Hongria després del Primer arbitratge de Viena que va tenir lloc el 2 de novembre de 1938 i passà a anomenar-se Bolyk. Després de l'alliberament, la vila va ser reintegrada a Txecoslovàquia.

## Demografia
| Godina             | 1994 | 2004   | 2014   | 2024   |
| ------------------ | ---- | ------ | ------ | ------ |
| Nombre de persones | 625  | 656    | 620    | 626    |
| Diferència         |      | +4,96% | −5,48% | +0,96% |

| Godina             | 2023 | 2024   |
| ------------------ | ---- | ------ |
| Nombre de persones | 628  | 626    |
| Diferència         |      | −0,31% |